# Wereldbeker tafeltennis 2024
De wereldbeker tafeltennis 2024 werd gehouden in Macau, China van 15 t/m 21 april 2024. Het was voor het eerst dat het mannen- en het vrouwentoernooi gecombineerd werden.
Op het tafeltennistoernooi stonden twee onderdelen op het programma:
- Enkelspel mannen. Regerend kampioen was  Fan Zhendong.
- Enkelspel vrouwen. Regerend kampioene was  Chen Meng.

De prijzenpot bedroeg (voor beide evenementen samen) US$ 1.000.000.

## Wedstrijdschema
| Onderdeel↓ / Datum → | 15 apr | 16 apr | 17 apr | 18 apr | 19 apr | 20 apr | 21 apr |
| -------------------- | ------ | ------ | ------ | ------ | ------ | ------ | ------ |
| Enkelspel (m)        | Kg     | Kg     | Kg     | 1e     | ¼      | ½      | F      |
| Enkelspel (v)        | Kg     | Kg     | Kg     | 1e     | ¼      | ½      | F      |

Kg Kwal. (groep)  
1e 1e ronde  
¼ Kwartfinale  
½ Halve finale  
F Finale  

## Medaillewinnaars
| Onderdeel     | Goud        | Zilver      | Brons                         |
| Enkelspel (m) | Ma Long     | Lin Gaoyuan | Tomokazu Harimoto Wang Chuqin |
| Enkelspel (v) | Sun Yingsha | Wang Manyu  | Chen Meng Miwa Harimoto       |

## Medaillespiegel
| Plaats | Land   | Goud | Zilver | Brons | Totaal |
| 1      | China  | 2    | 2      | 2     | 6      |
| 2      | Japan  | 0    | 0      | 2     | 2      |
| Totaal | Totaal | 2    | 2      | 4     | 8      |

## Nederlandse en Belgische deelname
Er waren geen Nederlandse en Belgische deelnemers.